# Буав, Жонас
Жона́с Буа́в (фр. Jonas Boyve; 13 июня 1654, Травер, кантон Невшатель — 12 декабря 1739, Фонтен, кантон Невшатель) — швейцарский пастор и хронист.

## Происхождение и семья
Сын протестантского пастора Абраама Буава и Мари Фаварже. Был дважды женат: первая жена — Эстер Пюри, дочь буржуа Самюэля Пюри; вторая жена — Мари Дроз, вдова пастора Гоша.

## Биография
Изучал теологию в Берне (1669), Лозанне (1670) и Женеве (1672—1674). В 1675 году принял сан, после чего был замещающим священником в Пон-де-Мартеле, с 1682 году — пастор там же. С 1682 по 1684 годы помогал своему отцу проводить службы в церкви Шезар-Сен-Мартене, с 1684 по 1705 годы — пастор там же, с 1705 года и до своей смерти в 1739 году — пастор в Фонтене. С 1683 по 1687 годы — казначей, с 1687 по 1691 годы — секретарь, в 1691 и 1712 годах — декан класса пасторов.

## Сочинения
Буав автор очень важной исторической хроники кантона Невшатель, которую он писал с 1708 по 1727 годы по материалам из городского и церковного архивов. Поскольку город и церковь отказались финансировать публикацию хроники, она была издана лишь с 1854 по 1861 годы Гонзальвом Птипьером под названием Les Annales historiques du Comté de Neuchâtel et Valangin depuis Jules-César jusqu'en 1722 (с фр. — «Исторические анналы Графства Невшатель и Валанжена от Юлия Цезаря до 1722 года»).